# Пекельний тротуар
«Пекельний тротуар» (англ. Hell's Pavement) — науково-фантастичний роман американського письменника Деймона Найта.  Роман пропонує техніку боротьби з асоціальною поведінкою, надаючи кожному «аналог», психічний відбиток авторитетної особи, яка втручається, коли передбачається насильницька чи інша шкідлива дія.
Перший розділ книги вперше опублікували на сторінках журналу «Аналог: наукова фантастика та факти» у січні 1952 року під назвою «Аналоги». Частини розділів II, III, IV та VIII були адаптовані з оповідання Найта «Переверт», яке з'явилося на сторінках «Вандер сторіс» у квітні 1953 року. У початковій версії від Berkley Books 1962 року роман був перейменований в «Аналогові чоловіки», але він повернув собі початкову назву 1971 року в м’якій обкладинці. Оригінальна назва заснована на афоризмі, який стверджує, що «Добрими намірами вимощена дорога до пекла».

## Сюжет
На початку роману один із героїв описує аналогове лікування:
|  | «У нього є аналог», — сказав Мартін. «У класичному розумінні він навіть менш розумний, ніж був раніше. У нього є слухові, зорові та тактильні галюцинації — повний, інтегрований набір. Цього достатньо для того, щоб Ви потрапили до більшості закладів, де вони переповнені. Але, бачите, ці галюцинації є суспільно корисними. Вони були поміщені туди навмисно. Він прийнятний член суспільства, тому що він у нього є ... Ніхто не знає [як виглядає аналог], окрім нього самого. Можливо, поліцейський або його мати, як вона виглядала, коли він був дитиною. Хтось, кого він боїться і чий авторитет він визнає. Підсвідомість має власний механізм створення цих хибних образів; все, що ми робимо, то стимулюємо це — вона [ж] робить все інше.» |

Значна частина подій у романі відбувається у XXII столітті після того, як аналогове лікування повсюдно застосовувалося вже понад 100 років. Сполучені Штати розпалися на напівавтономні регіони, в яких аналоговий режим застосовується для забезпечення будь-яких суспільних норм, що приносять користь правлячим класам. Розповідь розгортається навколо Артура Басса, який у ранньому віці усвідомлює, що він «імунітет», тобто стійкий до аналогового лікування. Басса вираховують та вербують члени таємної групи імунних, які працюють над поваленням аналогової системи.

## Відгуки критиків
У «Голосах за майбутнє: нариси про великих письменників-фантастів» Томас Д. Клерсон зазначив: «Основне задоволення роману — винахідливість Найта. Суспільство, яке він зображує, яскраво виставлене».
Грофф Конклін високо оцінив роман за те, що він надав «напружений досвід у божевільному і трагічному світі завтрашнього дня». Ентоні Бучер надав неоднозначний огляд «Пекельного тротуару», похваливши його «сліпучу винахідливість та правдоподібність», але зробивши висновок, що «він ніколи не доповнить послідовну логічну історію». П. Шуйлер Міллер оцінив її як «не шедевр, але одну з найкращих науково-фантастичних розваг цього року [1955]».